# Illes Diomedes
|  | Aquest article tracta sobre les illes Diomedes. Vegeu-ne altres significats a « Diomedes». |

Les illes Diomedes, (en anglès Diomede Islands; en rus острова Диомида, ostrovà Diomida), també conegudes a Rússia com les illes Gvozdev (острова Гвоздева, ostrovà Gvózdeva), són dues illes rocoses àrtiques. Una d'elles pertany als Estats Units: l'illa Petita (Little Diomede) o Ignaluk, de 7,5 km²; i l'altra, a Rússia: l'illa Gran o Ratmànov, Imaqliq, Inaliq o Nunarbuk, de 29 km².
Les illes Diomedes són al mig de l'estret de Bering, entre Alaska i Sibèria. Per l'arbitrarietat dels fusos horaris, les dues illes, malgrat estar separades per només 4 quilòmetres, tenen una diferència horària de 20 hores.

## Localització
Les illes estan separades per una frontera internacional, que també forma part de la línia de data internacional, a uns 2 km de cada illa, a 168° 58′ 37″ W. La distància més curta entre totes dues illes és de 3.8 quilòmetres. La població se centra a la banda oest de l'illa Petita, al poble de Diomede.
L'illa Gran de les Diomedes es considera el punt més oriental de Rússia.
Les illes Diomedes s'esmenten sovint com a parades intermèdies probables per a un pont o túnel (el pont de l'estret de Bering) que hauria de travessar l'estret.
Durant l'hivern, entre totes dues illes generalment hi ha un pont de gel que permet caminar des dels Estats Units a Rússia, o viceversa.

## Història
El primer europeu a albirar les illes sembla que va ser l'explorador rus Semion Dejniov el 1648. Vitus Bering les va redescobrir el 16 d'agost de 1728, dia de Sant Diomedes.
En la compra d'Alaska de 1867, aquestes illes van definir la frontera entre Rússia i els Estats Units.
L'illa Petita està habitada per 170 indígenes inupiat, però la població autòctona de l'illa Gran va ser desallotjada pels russos i substituïda per una base militar.